# Грей, Джордж, 10-й барон Грей из Уилтона
Джордж де Грей (англ. George de Grey; приблизительно 1493 — 15 января 1515) — английский аристократ, 10-й барон Грей из Уилтона с 1511 года. Старший сын Эдмунда де Грея, 9-го барона Грея из Уилтона, и его жены Флоренс Гастингс. Унаследовал владения и титул после смерти отца. Умер спустя четыре года, не успев жениться, так что его наследником стал младший брат Томас.